# PRIME
PRIME (Privacy and Identity Management for Europe / Datenschutz- und Identitätsmanagement für Europa) ist ein Projekt innerhalb des 6. EU-Rahmenprogramms. Der Start des Projektes fand in Brunnen, Schweiz, vom 8. bis 12. März 2004 statt.

## Ziele
PRIME wurde am 1. März 2004 gestartet und verfolgte für die nächsten vier Jahre das Ziel, Lösungen zu erforschen und zu entwickeln, die es den Menschen ermöglichen, selbst die Kontrolle über ihre Privatsphäre im Cyberspace zu übernehmen.

## Finanzierung, Projektlaufzeit
Die Europäische Union fördert PRIME im Rahmen des sechsten Europäischen Forschungsprogramms „Technologien für die Informationsgesellschaft“ (IST). Das Projekt läuft seit März 2004 für eine Dauer von vier Jahren und hat eine Gesamtförderung von 16 Mio. Euro.

## Beschreibung
In der Online-Welt muss jeder eine Vielzahl von Benutzerkonten und Datensätzen verwalten. Diese sogenannten „digitalen Identitäten“ werden sowohl in künftigen elektronischen Diensten als auch im Bereich der öffentlichen Sicherheit (z. B. bei Grenzkontrollen) zunehmend eine Schlüsselrolle spielen. Sie können sensible personenbezogene Angaben enthalten wie Patientendaten, Arbeitnehmerdaten, Kreditkartendaten usw. Umfragen haben gezeigt, dass sich die Menschen heute durch Identitätsdiebstahl und Aufweichung ihrer Persönlichkeitsrechte in ihrer Privatsphäre bedroht fühlen. In der Informationsgesellschaft möchten sich die Menschen sicher miteinander austauschen und dabei gleichzeitig die Kontrolle über ihre persönlichen Daten behalten. PRIME konzentriert sich auf Lösungen für ein datenschutzförderndes Identitätsmanagement, das zur Souveränität der Nutzer über ihre Privatsphäre und zur datenschutzgerechten Datenverarbeitung von Unternehmen beiträgt.
Die Europäische Kommission unterstützt datenschutzfördernde Technik (englisch: PET – Privacy-Enhancing Technologies) bereits seit mehreren Jahren. Experten aus Wirtschaft, Verwaltung und Wissenschaft sowie von Datenschutzbehörden haben festgestellt, dass Datensparsamkeit ein Hauptmerkmal datenschutzfördernder Technik ist, d. h. die Begrenzung des Sammelns von personenbezogenen Daten auf das unbedingt Nötige. Die Experten stimmen darin überein, dass datenschutzfördernde Technik bereits bei der Entwicklung von Informationssystemen eingebaut werden sollte – anstelle von späteren Nachbesserungen. PRIME liefert eine umfassende Antwort auf die Bedürfnisse der Nutzer, möglichst wenig persönliche Daten beim Zugriff auf Dienstleistungen herauszugeben und eigene Datenschutzpräferenzen durchzusetzen.
PRIME wird auf technische, rechtliche, soziale, wirtschaftliche sowie ergonomische Anforderungen eingehen. Von besonderer Bedeutung ist die Entwicklung von Modellen, die es den Nutzern und Diensteanbietern leicht machen werden, Identitätsmanagement zu verstehen. Um Marktakzeptanz für diese Technik zu erreichen, werden neue Lösungen für die Verwaltung eigener Identitäten in ambitionierten Real-World-Szenarien demonstriert, z. B. in den Bereichen Reisen, Location Based Services, E-Learning und E-Health. Die Ergebnisse von PRIME werden von einer Referenzgruppe begleitet, die Experten aus Wirtschaft, öffentlicher Verwaltung, Verbraucherschutz- und Bürgerrechtsorganisationen, Forschung & Entwicklung, Standardisierungsgremien, Datenschutzbehörden und Strafverfolgern umfasst.

## Partner
- IBM Frankreich
- IBM Research (Schweiz)
- Katholieke Universiteit Leuven (Belgien)
- Centre national de la recherche scientifique/LAAS
- EURECOM (Frankreich)
- Unabhängiges Landeszentrum für Datenschutz Schleswig-Holstein
- Technische Universität Dresden
- Johann Wolfgang Goethe-Universität (Frankfurt am Main)
- RWTH Aachen
- Deutsche Lufthansa
- T-Mobile (Deutschland)
- Universität Mailand
- Gemeinsame Forschungsstelle/IPSC
- Fondazione Centro San Raffaele del Monte Tabor (Italien)
- Universität Tilburg
- Erasmus-Universität Rotterdam (Niederlanden)
- Universität Karlstad (Schweden)
- Swisscom (Schweiz)
- Hewlett-Packard
- Chaum LLC (USA)

Mehrere PRIME-Projektpartner wirken mit in Industrie- und Standardisierungsgruppen wie dem World Wide Web Consortium, OASIS, Liberty Alliance Project, ISO/IEC JTC 1 und der IETF.